# Xiao Zhanbo
Xiao Zhanbo (肖战波S, Xiào ZhànbōP; Shenyang, 27 novembre 1976) è un ex calciatore cinese, di ruolo centrocampista.